# Reimerswaal (commune)
Pour les articles homonymes, voir Reimerswaal.
Reimerswaal est une commune des Pays-Bas, dans la province de Zélande, sur la presqu'île de Beveland-du-Sud.
La commune de Reimerswaal a été créée en 1970 à la suite de la fusion des communes de Krabbendijke, Kruiningen, Rilland-Bath, Waarde et Yerseke. Son nom vient de la ville médiévale de Reimerswaal qui se trouvait au nord de la commune actuelle, dans le Pays inondé de Zuid-Beveland (Verdronken land van Zuid-Beveland, aussi appelé Verdronken land van Reimerswaal).
Les écluses du Kreekrak sont situées sur le territoire de la commune.

## Géographie

### Communes limitrophes
|         | Tholen      | Berg-op-Zoom |
| Kapelle | Reimerswaal | Woensdrecht  |
|         | Hulst       | Anvers (B)   |

### Localités
La commune comprend les localités suivants :
| - Bath - Gawege (hameau) - Hansweert - Krabbendijke - Kruiningen - Oostdijk | - Rilland - Stationsbuurt (hameau) - Vlake - Waarde - Yerseke - Völckerdorp |

## Héraldique

Reimerswaal porte : De gueules à une épée d'argent montée d'or en pal, au chef des comtes de Hainaut, de Flandre et de Hollande de la famille de Wittelsbach, qui est écartelé de fuselé en bande d'azur et d'argent, et de contre-écartelé d'or au lion de sable armé et lampassé de gueules et d'or au lion de gueules armé et lampassé d'azur ; l'écu sommé d'une couronne comtale.

## Personnalités liées à la commune
- Daan Manneke, compositeur et organiste né en 1939 à Kruiningen ;
- Patrick Tolhoek, coureur cycliste né en 1965 à Yerseke.